# Francis Leopold McClintock
Francis Leopold McClintock ou Francis Leopold M'Clintock KCB, FRS (Dundalk, 8 de Julho de 1819 — 17 de Novembro de 1907) foi um almirante da Marinha Real Britânica e explorador irlandês que se notabilizou pelas suas descobertas no Arquipélago Ártico Canadiano. Entre 1848 e 1859, fez parte de várias buscas pelos membros da Expedição de John Franklin (1845), sendo um dos que descobriram o destino de John Franklin e as descreveu em The Voyage of the 'Fox' in the Arctic Seas: A Narrative of the Discovery of the Fate of Sir John Franklin and His Companions em 1859.